# 金沢南郵便局
金沢南郵便局（かなざわみなみゆうびんきょく）は、石川県金沢市にある郵便局である。民営化前の分類では集配普通郵便局であった。

## 概要
住所：〒921-8797 石川県金沢市泉野町6-17-1
かつては郵便番号の上3桁が921で始まる地域（金沢市の一部および野々市市全域）の集配業務を取り扱っていたが、2002年（平成14年）に郵便事業専門の郵便局として開局した新金沢郵便局へ一部地域を移管した。現在取り扱っている地域は〒921-803x、921-8045、921-8046および921-81xx（金沢市南部の一部）のみである。 

### 分室
現在はなし。過去に存在した分室は以下のとおり。
- 金沢医療センター内分室（31186B）（北緯36度33分37.6秒 東経136度39分54.8秒 / 北緯36.560444度 東経136.665222度）
当初は金沢中央郵便局の分室として設置されたが、金沢中央郵便局にゆうちょ銀行の直営店（金沢支店）を設置する都合上、民営化に先立ち当局に移管された。
2013年（平成25年）7月1日に局種変更し、金沢医療センター内簡易郵便局となる[1]。

## 沿革
- 1900年（明治33年）11月1日 -  金沢野町郵便受取所として開設[2]。
- 1905年（明治38年）4月1日 - 金沢野町郵便局（三等）となる。
- 1952年（昭和27年）4月1日 - 金沢市野田町の国家警察予備隊金沢部隊内に予備隊内分室を設置。
- 1952年（昭和27年）10月15日 - 予備隊内分室を保安隊内分室に改称。
- 1954年（昭和29年）7月1日 - 保安隊内分室を自衛隊内分室に改称。
- 1956年（昭和31年）10月1日 - 自衛隊内分室において電話通話および和文電報受付事務の取扱を開始。
- 1956年（昭和31年）11月1日 - 電話通話および和文電報受付事務の取扱を開始。
- 1966年（昭和41年）7月25日 - 金沢市野町三丁目から同市泉野町六丁目に移転するとともに金沢南郵便局に改称。
- 1970年（昭和45年）4月1日 - 自衛隊内分室を一時閉鎖。その後、閉鎖のまま同年6月1日付けで廃止。
- 1998年（平成10年）9月1日 - 外国通貨の両替及び旅行小切手の売買に関する業務を開始。
- 2002年（平成14年）10月7日 - 同日開局した新金沢郵便局へ郵便区の一部を移管。郵便番号を「〒921-8799」から「〒921-8797」に変更。
- 2007年（平成19年）7月30日 - 民営化に先立ち、金沢中央郵便局より金沢医療センター内分室を移管[3]。
- 2007年（平成19年）10月1日 - 民営化に伴い、併設された郵便事業金沢南支店に一部業務を移管。
- 2012年（平成24年）10月1日 - 日本郵便株式会社の発足に伴い、郵便事業金沢南支店を金沢南郵便局に統合。
- 2013年（平成25年）7月1日 - 金沢医療センター内分室が金沢医療センター内簡易郵便局として独立。

## 取扱内容
- 郵便、印紙、ゆうパック、内容証明
- 金沢市内の一部地域（「〒921-81xx」全域、「〒921-80xx」の一部）の集配業務
- ゆうゆう窓口
- 貯金、為替、振替、振込、国際送金、外貨両替・トラベラーズチェック、国債、投資信託
- 生命保険、バイク自賠責保険、自動車保険、変額年金保険、がん保険、引受条件緩和型医療保険
- 地方公共団体事務（金沢市ごみ処理券の販売）
- ゆうちょ銀行ATM
- 風景印

## 周辺
- 北陸郵政研修センター - 日本郵政グループの研修施設（旧「北陸郵政研修所」）
- 石川県立金沢泉丘高等学校
- 石川県立金沢二水高等学校
- 金沢南総合運動公園
- 金沢市営陸上競技場
- 金沢市総合体育館
- 金沢市立泉野図書館
- 金沢市泉野福祉健康センター

## アクセス
- 北陸鉄道石川線 野町駅から徒歩約21分
- ほくてつバス 泉が丘停留所から南へ徒歩約2分
- 北陸自動車道 金沢西ICから南東へ約6km
- 駐車場あり：24台